# Уланское
Уланское (каз. Ұлан) — село в Уланском районе Восточно-Казахстанской области Казахстана. Административный центр Егинсуского сельского округа. Код КАТО — 636249100.

## Население
В 1999 году население села составляло 1546 человек (792 мужчины и 754 женщины). По данным переписи 2009 года, в селе проживало 1147 человек (598 мужчин и 549 женщин).